# Ján Šimbracký
Ján Šimbracký (* um 1600; † 1657 in Spišské Podhradie) war ein slowakischer Organist und Komponist.
Šimbracký wirkte von 1630 bis zu seinem Tod als Organist in Spišské Podhradie, wo er ab 1637 auch Stadtrat war. Von seinem umfangreichen Werk sind fünf Motetten für Chor und Orchester im venezianischen Stil erhalten. Seine Komposition Gott stehet in der Gemeine Gottes wurde 1651 in Prešov als Schauspielmusik für eine Aufführung von Peter Eisenbergs Ein zwiefacher poetischer Act verwendet.